# جون كونسيدين

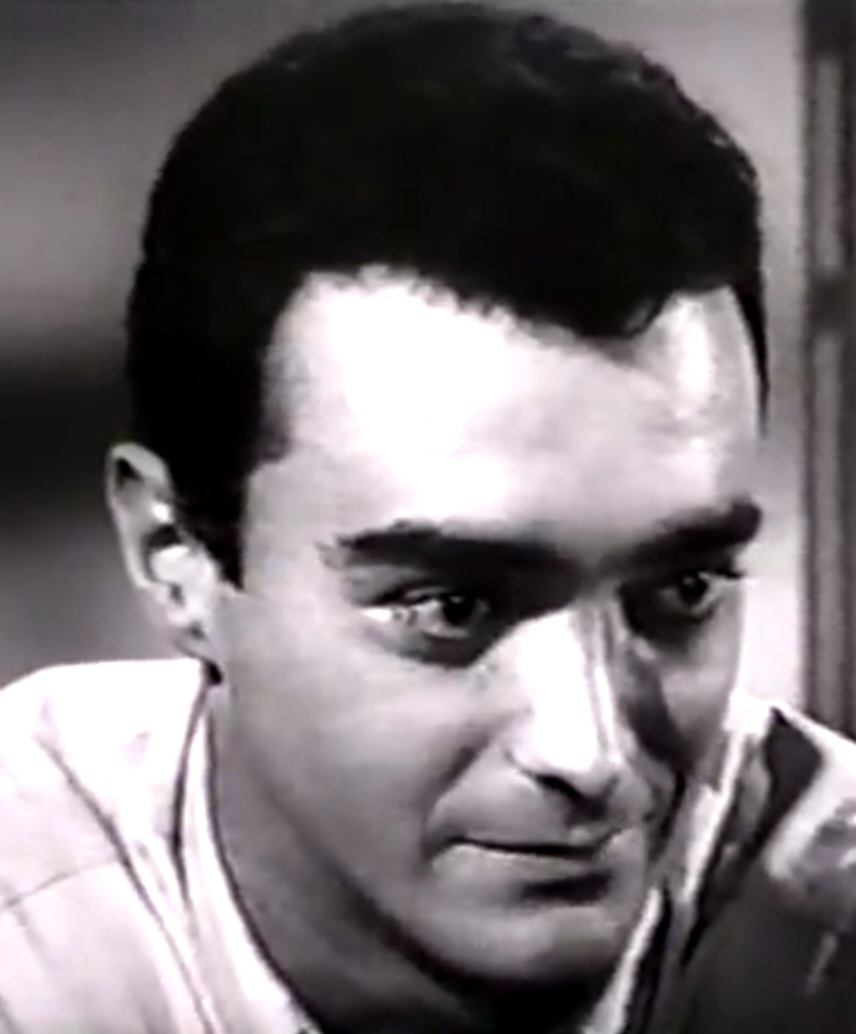

جون كونسيدين (بالإنجليزية: John Considine)‏ هو كاتب وممثل أمريكي، ولد في 2 يناير 1935 بلوس أنجلوس في الولايات المتحدة.

## أعمال

### أفلام
- (1976) بوفانو بيل والهنود[2]

## وصلات خارجية
- جون كونسيدين على موقع IMDb (الإنجليزية)
- جون كونسيدين على موقع ميوزك برينز (الإنجليزية)
- جون كونسيدين على موقع قاعدة بيانات الفيلم (الإنجليزية)